# Distrikt Villa Kintiarina
Der Distrikt Villa Kintiarina liegt in der Provinz La Convención der Region Cusco in Südzentral-Peru. Der Distrikt wurde am 14. Oktober 2015 aus Teilen des Distrikts Kimbiri gegründet. Er hat eine Fläche von 199 km². Beim Zensus 2017 lebten 1974 Einwohner im Distrikt. Die Distriktverwaltung befindet sich in der am Ostufer des Río Apurímac gelegenen Ortschaft Villa Kintiarina mit 529 Einwohnern (Stand 2017).

## Geographische Lage
Der Distrikt Villa Kintiarina liegt im südlichen Westen der Provinz La Convención. Der Distrikt erstreckt sich auf einer Länge von etwa 20 km entlang dem Ostufer des Río Apurímac. Die maximale Distriktbreite liegt bei knapp 15 km. Im Osten verläuft die Distriktgrenze entlang der Wasserscheide der Cordillera Vilcabamba, die dort Höhen von  3000 m erreicht. Das Flusstal des Apurímac liegt auf einer Höhe von etwa 700 m.
Der Distrikt Villa Kintiarina grenzt im Norden an den Distrikt Kimbiri, im Osten an den Distrikt Echarati und im Süden an den Distrikt Villa Virgen. Im Westen, am gegenüberliegenden Flussufer des Río Apurímac, befinden sich die Distrikte Anco und Anchihuay (beide in der Provinz La Mar in der Region Ayacucho).

## Im Gebiet des Distrikts geboren
- Percy Borda Huyhua (* 1994), peruanischer Quechua-Lehrer und Dichter